# 岡野房恒
岡野 房恒（おかの ふさつね、元亀元年（1570年） - 明暦4年6月2日（1658年7月2日））は、安土桃山時代から江戸時代にかけての旗本。板部岡江雪斎の長男。旗本岡野氏初代当主となる。通称は平兵衛、号は平入。妻は糟谷豊後守の娘。子に岡野成明、岡野成恒、娘（岡野英明妻）、娘（春田直次妻）、娘（山田重勝妻）がいる。

## 経歴
はじめ岩槻城主北条氏房に仕え、天正18年（1590年）の小田原攻めでは和談後、城から出た。その後は徳川家康に仕えて武蔵国都筑郡において500石の所領を得た。九戸政実の乱（1591年）、文禄の役（1592年） 、会津征伐・関ヶ原の戦い（1600年）、大坂冬の陣（1614年）、大坂夏の陣（1615年）にそれぞれ従った。
寛永元年（1624年）に甲斐国八代郡で500石、寛永10年（1633年）に甲斐国八代郡・下総国香取郡で更に500石を加増され、1500石を領した。明暦元年（1655年）に致仕し、養老料500石を賜った。明暦4年（1658年）6月2日に89歳で死去。法名は勝應。墓所は神奈川県横浜市の大林寺。